# Левинська Ірина Омелянівна
Іри́на Омеля́нівна Леви́нська (Парилле) (* 18 травня 1907, Рожнятів — † 6 липня 1990, Бухарест), українська письменниця, новелістка, поетеса та фольклористка. Репресована.

## З біографії
Народилася в родині учителя. Згодом батьки переїхали з Рожнятова в Долину, де й проживали до 1919.
Випускниця Першої дівочої гімназії у Львові, організованої «Клубом русинок».
1922 року вступає до Львівського Українського таємного університету. За активну громадянську позицію, серед інших, ув'язнена польською поліцією.
1930 року одружується, переїздить до Праги, звідти до Чернівців.
В Чернівцях друкується у періодиці, влаштовує вечори, зустрічі, знайомиться з Ольгою Кобилянською.
Брала участь у створенні в Львові та Чернівцях молодіжних літературних гуртків ім. Ганни Барвінок та Ольги Кобилянської.
Співпрацювала з громадськими та культурними товариствами «Жіноча громада» і «Кобзар», її твори друкувалися у журналах.
1936 року родина змушено переїздить до Бухареста, де Ірина Левинська надалі провадила активну культурно-просвітницьку роботу, зокрема в середовищі української студентської молоді. Подружжя організовує українські вечори на честь Л. Українки, Ю. Федьковича, І. Франка, Т. Шевченка.
1943 року закінчила повний курс викладання української мови і літератури в Бухарестському інституті мови і культури.
1950 року закінчила навчання на курсах російської мови в інституті імені Максима Горького в Бухаресті, працює викладачкою. Авторка збірок новел «Живиця» (1982), «Серця на грані» (1984), спогадів про Ольгу Кобилянську.
Померла 6 липня 1990 р. в Бухаресті.

## Інтернет-ресурси
- Прес-центр[недоступне посилання з липня 2019]
- Львівська лінгвістична гімназія [Архівовано 18 лютого 2015 у Wayback Machine.]
- Рожнятівська районна бібліотека [Архівовано 28 серпня 2015 у Wayback Machine.]